# Aspuddens IP
Aspuddens IP, i folkmun kallad Linnéa, är en idrottsplats i Aspudden i sydvästra Stockholm, belägen i parkmiljö. Aspuddens IP invigdes 1913. Här spelar Gröndals IK, IFK Aspudden-Tellus fotboll och Kransen United FF. I det gula runda huset Rotundan huserar Örnsbergs Scoutkår och även rollspelsföreningen MiFF. 
Namnet Linnéa IF kommer från IF Linnéa som bildades 1908. Namnet "Linnéa" har sitt ursprung i namnet på en villa vid Årstaskogen, där grabbarna, som bildade klubben, spelade fotboll.